# Josh Lucas (baseball)
Pour les articles homonymes, voir Josh Lucas.
Josh Lucas (né le 5 novembre 1990 à Lakeland, Floride, États-Unis) est un lanceur droitier des Cardinals de Saint-Louis de la Ligue majeure de baseball.

## Carrière
Réclamé une première fois en 2009 par les Blue Jays de Toronto, qui le choisissent au 39e tour du repêchage amateur, Josh Lucas repousse l'offre pour poursuivre ses études au collège. Il signe son premier contrat professionnel avec les Cardinals de Saint-Louis, qui le réclament au 21e tour de sélection du repêchage de 2010.
Il fait ses débuts dans le baseball majeur avec les Cardinals de Saint-Louis le 19 août 2017 comme lanceur de relève contre les Pirates de Pittsburgh.